# 张京川
张京川（1971年—），云南昆明人，中国民间登山家，2007年登顶世界第一高峰珠穆朗玛峰，2012年登顶世界第二高峰乔戈里峰。

## 生平
张京川生于1971年。1989年-1993年在武警部队服役，后进入云南省昆明市一家机关单位工作，1999年开始从事登山活动。2013年与杨春风、饶剑峰一同登顶乔戈里峰，后不幸遭遇遭塔利班恐怖分子，杨春风与饶剑峰均被杀害，张京川侥幸逃脱。